# 브랜디 스냅

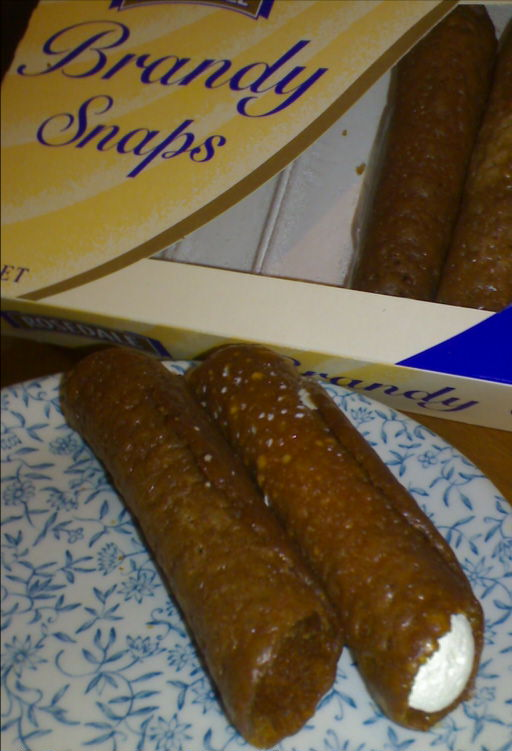

브랜디 스냅(Brandy snaps)은 브랜디를 넣은 생강 비스킷의 영국 요리이다.

## 같이 보기
- 진저 스냅